# Mario Majeroni
Mario Majeroni (1870 – 18 de noviembre de 1931) fue un dramaturgo y actor teatral y cinematográfico estadounidense de origen italiano, activo en la época del cine mudo.

## Biografía
Nacido en Italia, Majeroni emigró a los Estados Unidos en 1906, empezando ese mismo año su trayectoria teatral en el circuito de Broadway, en Nueva York. Antes de viajar a dicho país, él había vivido en Australia, donde sus padres poseían una exitosa compañía dramática, conocida por llevar a cabo una de las primeras adaptaciones de la obra For the Term of His Natural Life.
Aunque nunca dejó la escena, tras años de trabajo teatral, en 1914 empezó a actuar en el cine mudo. Tuvo la oportunidad de actuar junto a algunas de las grandes estrellas de la época, interpretando en 1927 su última película, Rubber Heels, producción de Paramount en la que trabajaba Chester Conklin. Majeroni nunca actuó en el cine sonoro, prefiriendo la actividad teatral al cine. 
Estaba todavía trabajando en una pieza teatral, cuando en 1931 falleció en la ciudad de Nueva York. Fue enterrado en el Cementerio Kensico, en Valhalla (Nueva York).
Majeroni estaba relacionado con el ambiente teatral italiano. La tía de su madre era la legendaria actriz italiana del siglo XIX Adelaide Ristori, y Mario tenía un hermano, George (Giorgio) Majeroni (1877-1924), que también fue actor.  Majeroni se había casado con Nellie Harbin en Sídney, Australia, el 20 de septiembre de 1899, falleciendo ella en la misma ciudad en 1906, mientras su marido estaba en Nueva York actuando en la pieza The Prince of India.

## Teatro en Broadway (íntegro)
- 1907 : My Wife, de Paul Gavault y Robert Charvay, adaptación de Michael Morton, producción de Charles Frohman
- 1908 : Jack Straw, de William Somerset Maugham, producción de Charles Frohman
- 1909 : Israel, de Henri Bernstein, producción de Charles Frohman
- 1913 : Divorçons, de Victorien Sardou y Émile de Najac
- 1913-1914 : At Bay, de George Scarborough
- 1914 : Yosemite, de Charles A. Taylor
- 1915 : The Critic, de Richard Brinsley Sheridan
- 1917 : Here Comes the Bride, de Max Marcin y Roy Atwell
- 1920 : The Mandarin, de Herman Bernstein
- 1923 : Casanova, de Lorenzo De Azertis, adaptación de Sidney Howard
- 1926 : Kongo, de Chester De Vonde y Kilbourn Gordon
- 1929 : Stripped, de Jane Murfin, escenografía de Lionel Atwill
- 1931 : Miracle at Verdun, de Hans Chlumberg, adaptación de Julian Leigh
- 1931 : Cynara, de H. M. Harwood y R. F. Gore-Brown

## Selección de su filmografía
- 1914 : The Nightingale, de Augustus E. Thomas
- 1916 : Sherlock Holmes, de Arthur Berthelet
- 1916 : Less Than the Dust, de John Emerson
- 1917 : The White Raven, de George D. Baker
- 1920 : From Now On, de Raoul Walsh
- 1920 : Partners of the Night, de Paul Scardon
- 1922 : The Face in the Fog, de Alan Crosland
- 1922 : The Valley of Silent Men, de Frank Borzage
- 1923 : The Snow Bride, de Henry Kolker
- 1923 : Enemies of Women, de Alan Crosland
- 1924 : The Humming Bird, de Sidney Olcott
- 1924 : Argentine Love, de Allan Dwan
- 1924 : Her Love Story, de Allan Dwan
- 1925 : The Little French Girl, de Herbert Brenon
- 1925 : The King of Main Street, de Monta Bell
- 1927 : Rubber Heels, de Victor Heerman